# Haus Anjou

Wappen der Anjou: das Lilienwappen der Kapetinger mit dem Turnierkragen als Abzeichen einer jüngeren Linie

Das Ältere Haus Anjou (auch: Anjou-Capet) war wie das Jüngere Haus (auch: Valois-Anjou) eine Nebenlinie der französischen Königsdynastie der Kapetinger im Mannesstamm. Ausgehend von der Grafschaft Anjou gelang es dem Geschlecht im Mittelalter, die Königswürde in mehreren Ländern Süd- und Osteuropas sowie im Heiligen Land zu erringen. Beide Linien sind nicht verwandt mit dem Ersten Haus Anjou, aus dem das englische Herrscherhaus der Anjou-Plantagenets hervorging.

## Abstammung, Herrschaftsgebiete und Aussterben
Das Ältere Haus Anjou stammt von Karl von Frankreich (* 1226, † 1285) ab. Dessen älterer Bruder, König Ludwig IX. von Frankreich (* 1215, † 1270) belehnte ihn im Jahr 1246 unter anderem mit der Grafschaft Anjou.
Da es Karl gelang, im Auftrag des Papstes die Staufer in Süditalien zu besiegen, wurde er der Stammvater einer Dynastie, die das Königreich Neapel beherrschte. Zeitweise gelangte die Familie auch im Königreich Ungarn und im Königreich Polen auf den Thron. Mitglieder der Familie trugen im Laufe der Zeit folgende Herrschertitel:
- Graf von Anjou 1246–1299
- König von Sizilien 1266–1282
- König von Neapel 1266–1435
- König von Jerusalem 1266–1435
- König von Kroatien, Dalmatien und Rama 1301–1386/1395
- König von Ungarn 1308–1386/1395
- König von Polen 1370–1386/1399

Als das Aussterben in männlicher Linie absehbar war, wurde zweimal (1380 und 1423) versucht, den süditalienischen und südfranzösischen Besitz der Familie durch Adoptionen zu vererben. Die Begünstigten waren beide Male die aktuellen Herzöge des Jüngeren Hauses Anjou, einer Nebenlinie der Valois. Diese kamen aber in beiden Fällen nicht zum Zuge.

## Stammliste
In dieser Stammliste fehlen nahezu alle Einzelnachweise. Man ist daher gut beraten, sich nicht alleine auf diese Stammliste zu verlassen, da sie fehlerhafte Angaben oder spekulative Mutmaßungen enthalten kann.
1. Karl Stephan (Charles Étienne) * März 1226, wohl am 21., † 7. Januar 1285 in Foggia, 1246 Graf von Anjou, Maine, Provence und Forcalquier, Rom 28. Juni 1265 bzw. 28. Februar 1266 König von Sizilien und Jerusalem, Herzog von Apulien, Fürst von Capua und Achaia, 1266/1278 Senator von Rom, 1268 Generalvikar des Reiches in Italien, 1273 Graf von Tonnerre, begraben in Neapel; 
⚭ I 31. Januar 1246 Beatrix, * 1234, † 23. September 1267 in Nocera, Erbtochter des Grafen Raimund Berengar V. von Provence, 1245 Gräfin von Provence und Forcalquier, begraben in Roccapiemonte (Haus Barcelona); 
⚭ II 12. Oktober/18. November 1268 Margarete, * 1250, † 5. September (vielleicht auch 4. September) 1308 in Tonnerre, 1273/1292 Gräfin von Tonnerre, Tochter des Erbprinzen Odo von Burgund (Eudes de Bourgogne), Graf von Nevers, Auxerre und Tonnerre, begraben in Tonnerre (Älteres Haus Burgund). Seine Nachfahren (mit Ausnahme von Ludwig († 1248) und wohl auch Blanche, die 1265 bereits heiratete) tragen den Titel Prinz bzw. Prinzessin von Sizilien.
  1. (I) Ludwig (Louis), * und † 1248, bestattet in Nikosia
  2. (I) Blanche, * wohl 1250; † Juli 1269, wohl am 14., bestattet in der Abtei Flines;
⚭ 1265 Robert III., 1272 Graf von Nevers, Seigneur de Béthune etc., 1305 Graf von Flandern, † 17. September 1322 in Ypern (Haus Dampierre)
  3. Béatrix, * wohl 1252, † 1275;
⚭ 15. Oktober 1273 in Foggia Philippe I. Porphyrogenetos de Courtenay, 1273 Titularkaiser von Konstantinopel, † 15. Dezember 1283 in Viterbo (Haus Frankreich-Courtenay)
  4. Karl II. von Anjou (Charles II. d’Anjou), * 1254; † 5. Mai 1309 in Casalnuovo di Napoli, 1285 König von Sizilien mit Residenz in Neapel, d. h. König von Neapel, König von Jerusalem, Herzog von Apulien, Fürst von Salerno, Capua, Tarent, Graf von Anjou, Maine (bis 1290), Provence und Forqualquier, Fürst von Achaia und Piemont, bestattet in der Kirche Notre-Dame de Nazareth bei Aix-en-Provence;
⚭ 1270 Maria Prinzessin von Ungarn, † 25. März 1323, Tochter von Stephan V., König von Ungarn, bestattet in Neapel (Árpáden)
    1. Karl I. Martell, * September 1271 wohl am 8., † 12. August 1295 in Neapel, Prinz von Sizilien, 1290 Titularkönig von Ungarn, bestattet in Neapel;
⚭ Januar 1281 (vollzogen 1287) Klementia von Habsburg, † 1301, Tochter des deutschen Königs Rudolf I., bestattet in Neapel (Stammliste der Habsburger)
      1. Karl II. Robert der Weise, * 1288, † 16. Juli 1342 in Visegrád, 1301–1342 König von Kroatien, Dalmatien und Rama, 1308–1342 König von Ungarn, bestattet in Stuhlweißenburg;
⚭ I 1306 Maria von Schlesien, † 15. Dezember 1315 in Timișoara, Tochter von Kasimir II., Herzog von Beuthen, bestattet in Stuhlweißenburg (Piasten);
⚭ II 24. Juni 1318 Beatrix von Luxemburg, * 1305, † 11. November 1319, Tochter von Kaiser Heinrichs VII., bestattet in Großwardein - ung. Nagyvárad (Haus Luxemburg);
⚭ III 6. Juli 1320 Elisabeth Prinzessin von Polen, * 1305, † 29. Dezember 1380, Schwester des Königs Kasimir der Große, Regentin von Polen 1370/80 (Piasten)
        1. (II) Kind, * und † Herbst 1319
        2. (III) Karl, * und † 1321, bestattet in Stuhlweißenburg
        3. (II) Ladislaus, * 1. Oktober 1324 in Belgrad, † Anfang März 1329
        4. Ludwig I. der Große, * 5. März 1326, † 11. September 1382 in Trnava, 1342 König von Ungarn, 1370 König von Polen, bestattet in Stuhlweißenburg;
⚭ I 3. August 1342 Margarethe von Luxemburg, * 24. Mai 1335, † 1349 vor 7. Oktober, Tochter des Kaisers Karl IV., König von Böhmen (Haus Luxemburg);
⚭ II 20. Juni 1353 in Krakau Elisabeth Prinzessin von Bosnien, † ertränkt im Gefängnis in Dalmatien kurz vor 16. Januar 1387, 1382 Regentin von Ungarn und Polen, Tochter des Königs Stjepan II. Kotromanić (Haus Kotromanić)
          1. (II) Maria, * 1365, † 1366
          2. (II) Katharina, * 1366, † 1377
          3. Maria, * 1370, † 17. Mai 1395 in Buda, 1382 Königin von Ungarn, Dalmatien und Kroatien, bestattet in Großwardein - ung. Nagyvárad;
⚭ Oktober 1385 Sigismund von Luxemburg, † 1437, Prinz von Böhmen, 1373/78-1395 Markgraf von Brandenburg, 1386/1400 König von Ungarn, 1410 deutscher König, 1431 König der Lombardei, 1433 Kaiser, † 9. Dezember 1437 in Znaim (Haus Luxemburg)
          4. Hedwig (Jadwiga), * 3. Oktober 1373, † 17. Juli 1399, 1382 Königin von Polen;
⚭ 18. Februar 1386 in Warschau Władysław II. Jagiełło, † 1. Juni 1434, 1377 Großfürst von Litauen, 1386 König von Polen (Jagiellonen)

        5. Andreas, * 30. November 1327, † ermordet (von seiner Frau) 18. September 1345 in Aversa, 1343 Prinzgemahl von Neapel, Herzog von Kalabrien, bestattet in der Kathedrale von Neapel (siehe oben);
⚭ Johanna (Giovanna) I. die Schreckliche, * 1326, † erdrosselt 12. Mai 1382 im Castello San Fele in Muro Lucano, 1343/80 Königin von Neapel und Jerusalem, Herzogin von Apulien und Kalabrien, Fürstin von Capua, Gräfin von Provence und Forcalquier, Fürstin von Piemont, Tochter von Karl (Carlo), Erbprinz von Sizilien, Herzog von Kalabrien, bestattet in Santa Chiara (Neapel) (siehe oben); sie heiratet in zweiter Ehe 20. August 1346 (vielleicht auch 1347) wohl in Neapel Ludwig (Lodovico) II. Prinz von Sizilien, 1332 Fürst von Tarent, 1352 Titularkönig von Neapel, † 25. (oder 26.) Mai 1362 (siehe unten), in dritter Ehe 14. Dezember  1363 Jakob (Jaime) IV., Titularkönig von Mallorca, Infant von Aragón, † Januar 1375 in Spanien (Haus Barcelona), und in vierter Ehe 25./28. März (oder 25. September) 1376 im Castel Nuovo in Neapel Otto IV., 1351 Herzog  von Braunschweig-Grubenhagen, 1376 Fürst von Achaia, Titularkönig von Neapel, Fürst von Tarent, Graf von Acerra, † 1. Dezember 1398/13. Mai 1399, bestattet in Foggia (Stammliste der Welfen)
          1. Karl Martell, * posthumus 25. Dezember 1345 wohl in Neapel, † 1348 nach dem 10. Mai in Ungarn, 1345 Herzog von Kalabrien, bestattet in Stuhlweißenburg

        6. Stephan, * 26. Dezember 1332, † 9. August 1354, 1348 Herzog von Transsylvanien, 1352 Herzog von Slawonien, Herzog von Kroatien und Dalmatien, bestattet in Stuhlweißenburg;
 ⚭ Januar 1351 in Buda Margareta von Bayern Pfalzgräfin bei Rhein, † 1374, Tochter des Kaisers Ludwig IV. (Stammliste der Wittelsbacher), sie heiratete in zweiter Ehe 1357/59 Gerlach Graf von Hohenlohe in Uffenheim 1344/90 bezeugt (Hohenlohe (Adelsgeschlecht))
          1. Elisabeth, * wohl 1352, † 1380 kurz vor 6. April, Prinzessin von Slawonien;
⚭ Oktober 1370, wohl am 20., Philipp II., Prinz von Sizilien, 1364 Fürst von Tarent, Titularkaiser von Konstantinopel, † 25. November 1374 (siehe unten)
          2. Johann, * 1354 vor 9. August, † 1363, Prinz von Slawonien

      2. Beatrix, * 1290, wohl im Frühjahr, † 1354, wohl in Grenoble, 1319 geistlich, 1340 Äbtissin von Val-Bressien bei Vienne, später geistlich zu Grenoble;
⚭ 25. Mai 1296 Jean II., 1307 Dauphin von Viennois, † 4. März 1319 (Haus La Tour-du-Pin)
      3. Klementia (Clémence), * Februar 1293, † 12. Oktober 1328 in Paris;
⚭ 1315 Ludwig X., 1314 König von Frankreich, † 5. Juni 1316 im Schloss Vincennes (Stammliste der Valois)

    2. Margarete (Marguerite), * wohl 1273, † 31. Dezember 1299, 1290 Gräfin von Anjou und Maine, 1297 Pair von Frankreich, bestattet im Jakobinerkloster Paris;
⚭ 10. August 1290 in Corbeil Karl von Frankreich (Charles de France), 1285 Graf von Valois, † 16. Dezember 1325 in Nogent-le-Roi, bestattet im Jakobinerkloster Paris (Stammliste der Valois)
    3. Ludwig (Louis), * 9. Februar 1275 in Nocera, † 19. August 1298 auf Schloss Brignoles, 1295 Franziskaner, 1296 Bischof von Toulouse, 1317 heiliggesprochen
    4. Robert I. der Weise, * 1277, † 16. Januar 1343 in Neapel, 1309 König von Sizilien mit Residenz in Neapel, d. h. König von Neapel, König von Jerusalem, Herzog von Apulien und Kalabrien, Fürst von Capua, Graf von Provence und Forcalquier, Fürst von Piemont, 1326 kaiserlicher Vikar in Italien, 1317 Herr von Asti, Florenz und Genua, bestattet in der Corpus-Christi-Kirche in Neapel;
⚭ I Rom im März 1297, wohl am 1304 Jolanta Infantin von Aragón, † 1302/03 in Termini, Tochter von Peter III., König von Aragón (Haus Barcelona);
⚭ II Juni 1304 Sancha Infantin von Mallorca, † 26. Juli 1345, Tochter von Jakob II. (Jaime II.) Infant von Aragón, König von Mallorca, 1344 geistlich (Haus Barcelona)
      1. (I) Karl (Carlo), * 1298, † 10. November 1328 in Neapel, 1309 Herzog von Kalabrien, Erbprinz von Sizilien, 1326 Fürst von Florenz, Vizekönig von Neapel, bestattet im Kloster Santa Chiara (Neapel);
⚭ I Ende 1316 Katharina, Herzogin von Österreich, * Oktober 1295, † 18. Januar 1323 in Neapel, Tochter des deutschen Königs Albrecht I., bestattet im Kloster San Lorenzo Maggiore (Neapel) (Stammliste der Habsburger);
⚭ II Paris per procurationem 11. Januar, persönlich Mai 1324 Marie de Valois, * wohl 1309, † 6. Dezember 1328, Tochter von Karl von Frankreich, Graf von Valois (Stammliste der Valois)
        1. (I) Maria, * wohl 1322, † Anfang 1328, bestattet im Kloster Santa Chiara (Neapel)
        2. (II) Johanna (Giovanna) I. die Schreckliche, * 1326, † erdrosselt 12. Mai 1382 im Castello San Fele in Muro Lucano, 1343/80 Königin von Neapel und Jerusalem, Herzogin von Apulien und Kalabrien, Fürstin von Capua, Gräfin von Provence und Forcalquier, Fürstin von Piemont, bestattet in Santa Chiara (Neapel);
 ⚭ I 1343 Andreas Prinz von Ungarn, 1343 Herzog von Kalabrien, † ermordet (von seiner Frau) 18. September 1345 in Neapel, bestattet in der Kathedrale von Neapel (siehe oben);
⚭ II 20. August 1346 (vielleicht auch 1347) wohl in Neapel Ludwig (Lodovico) II. Prinz von Sizilien, 1332 Fürst von Tarent, 1352 Titularkönig von Neapel, † 25. (oder 26.) Mai 1362 (siehe unten);
 ⚭ III 14. Dezember  1363 Jakob (Jaime) IV., Titularkönig von Mallorca, Infant von Aragón, † Januar 1375 in Spanien (Haus Barcelona);
⚭ IV 25./28. März (oder 25. September) 1376 im Castel Nuovo in Neapel Otto IV., 1351 Herzog  von Braunschweig-Grubenhagen, 1376 Fürst von Achaia, Titularkönig von Neapel, Fürst von Tarent, Graf von Acerra, † 1. Dezember 1398/13. Mai 1399, bestattet in Foggia (Stammliste der Welfen)
Johanna adoptiert 1369 Karl von Sizilien, Graf von Gravina (siehe unten), 1380 enterbt, und 1380 Ludwig I. Herzog von Anjou (Jüngeres Haus Anjou); nach ihrem Tod nimmt Karl von Sizilien das Königreich Neapel dennoch als Karl III. in Besitz
        3. (II) Karl (Carlo), * 13. April 1327 in Florenz, † 21. April 1327 daselbst, bestattet in der Kirche Santa Croce (Florenz)
        4. (II) Maria, * posthuma 10. November/6. Dezember 1328 wohl in Neapel, † 20. Mai 1366 daselbst;
⚭ I 30. April 1343 Karl (Carlo), † ermordet 23. Januar 1348, Prinz von Sizilien, 1336 Herzog von Durazzo (siehe unten);
⚭ II Ende 1348 Robert des Baux, Conte di Avellino, † 1354 (Haus Les Baux);
⚭ III April 1355 Philipp II., Prinz von Sizilien, 1364 Herzog von Tarent, Titularkaiser von Konstantinopel, † 25. November 1374 (siehe unten)

      2. (I) Ludwig (Lodovico), * 1301, † 12. August 1310 wohl in Neapel, bestattet in San Lorenzo Maggiore (Neapel)

    5. Philipp I., * 10. November 1278, † 24. Dezember 1331 in Neapel, Prinz von Sizilien, 1294 Fürst von Tarent, 1295 Herr von Ätolien, 1306 Despot von Romania, Herr von Durazzo und des Königreichs Albanien, 1307/13 und 13021/32 Fürst von Achaia, 1313/25-1332 Titularkaiser von Konstantinopel;
⚭ I September 1294, geschieden 1309, Thamar Angelina Komnene, 1294 Despota von Epirus, † 1311, Tochter von Nikephoros I. Angelos Despot von Epirus (Angelos);
⚭ II 30. Juli 1313 in Fontainebleau Catherine de Valois-Courtenay, 1308/25-1346 Titularkaiserin von Konstantinopel, Dame de Courtenay etc., 1332 Fürstin von Achaia, * Ende 1303, † Anfang Oktober 1346 in Neapel, Tochter von Karl von Frankreich, Graf von Valois (Stammliste der Valois)
Die Nachkommen führen den Titel Prinz bzw. Prinzessin von Tarent
      1. (I) Karl, * wohl 1296, X 29. August 1315 in der Schlacht bei Montecatini, Fürst von Achaia, Vikar von Romania;
⚭ 1306 NN von Savoyen, Tochter von Philipp von Savoyen im Piemont (Haus Savoyen)
      2. (I) Philipp, * wohl 1297, † 17. Mai 1330, wohl 1315 Despot von Romania;
⚭ 1328 Violante Infantin von Aragón, * Oktober 1310 in Barcelona, † nach 19. Juli 1353 in Pedrola, Tochter von Jakob (Jaime) II. (Haus Barcelona), heiratete in zweiter Ehe Juli 1339 in Lerida Lope de Luna, Señor de Segorbe, † 19. Juni 1360 in Pedrola (Haus Luna)
      3. (I) Margarete (Marguerite), † nach 1332;
⚭ Dezember 1325 Gautier VI. de Brienne, 1311 Herzog von Athen, Connétable von Frankreich, † 19. September 1356 (Haus Brienne)
      4. (I) Blanca, † vor 1337;
⚭ 1327 Ramón Berenguer Infant von Aragón, Graf von Ampurias, † nach 1349 (Haus Barcelona)
      5. (I) Maria, † klein
      6. (I) Margarete, † nach 1374 im Gefängnis in Neapel;
⚭ I, geschieden 1344, Edward Balliol, 1332/41 Gegenkönig von Schottland, † 1363 in England (Haus Balliol);
⚭ II François II. des Baux, 1362 Duca d’Andria, Conte de Montescaglioso, Signore de Bisceglie, † 1353 (Haus Les Baux)
      7. (I) Maria, † 1368, Äbtissin von Conversano
      8. (I) Johanna, † 1317 als Königin Irene von Armenien;
⚭ um 1310 Oschin, König von Armenien, † 1320 (Hethumiden)
      9. (II) Robert II., † 10. September 1364 in Neapel, 1332 Fürst von Tarent, 1346 Fürst von Achaia und Morea, Titularkaiser von Konstantinopel, Herzog von Athen, Despot von Romania, Graf von Kefalonia und Zakynthos, Connétable von Frankreich, bestattet in Neapel;
⚭ 9. September 1347 in Neapel Marie de Bourbon, 1364 Fürstin von Achaia, † Ende 1387 wohl in Neapel, Tochter von Ludwig I., Herzog von Bourbon (Bourbonen), Witwe von Guy de Lusignan, Fürst von Galiläa (Ramnulfiden), bestattet in Santa Chiara (Neapel)
      10. Ludwig (Lodovico) II., † 25. (oder 26.) Mai 1362, Fürst von Tarent, 1352 Titularkönig von Neapel und Jerusalem, bestattet in Neapel;
⚭ Johanna (Giovanna) I. die Schreckliche, * 1326, † erdrosselt 12. Mai 1382 im Castello San Fele in Muro Lucano, 1343/80 Königin von Neapel und Jerusalem, Herzogin von Apulien und Kalabrien, Fürstin von Capua, Gräfin von Provence und Forcalquier, Fürstin von Piemont, bestattet in Santa Chiara (Neapel), Witwe von Andreas Prinz von Ungarn, 1343 Herzog von Kalabrien, † ermordet (von seiner Frau) 18. September 1345 in Neapel, heiratete in dritter Ehe am 14. Dezember  1363 Jakob (Jaime) III., Titularkönig von Mallorca, Infant von Aragón, † Januar 1375 in Spanien (Haus Barcelona), und in vierter Ehe 25./28. März (oder 25. September) 1376 im Castel Nuovo in Neapel Otto IV., 1351 Herzog  von Braunschweig-Grubenhagen, 1376 Fürst von Achaia, Titularkönig von Neapel, Fürst von Tarent, Graf von Acerra, † 1. Dezember 1398/13. Mai 1399, bestattet in Foggia (Stammliste der Welfen)
        1. Caterina, * wohl 1347, † vor 1362
        2. Francesca, * wohl 1349, † klein
        3. (unehelich, Mutter unbekannt) Esclabonde;
⚭ Luigi di Capua, Conte di Altavilla
        4. (unehelich, Mutter unbekannt) Clemenzia;
⚭ Antonio, Signore d'Amendola

      11. Philipp II., * 1329, † 25. November 1374 in Tarent, 1364 Fürst von Tarent, Titularkaiser von Konstantinopel, Despot von Romania, 1370 Fürst von Achaia, bestattet in der Kathedrale von Tarent;
⚭ I April 1355 Maria Prinzessin von Sizilien, * posthuma 10. November/6. Dezember 1328 wohl in Neapel, † 20. Mai 1366 in Neapel, Tochter von Karl (Carlo), Erbprinz von Sizilien, Herzog von Kalabrien, Witwe von Karl (Carlo), Prinz von Sizilien, Herzog von Durazzo (siehe oben), und Robert des Baux, Conte d‘Avellino (Haus Les Baux);
⚭ II Oktober 1370, wohl am 20., Elisabeth Prinzessin von Slawonien, * wohl 1352, † kurz vor 6. April 1380, Tochter von Prinz Stephan von Ungarn, Herzog von Slawonien (siehe oben)
        1. (I) Philipp (Filippo), * wohl 1356, † klein
        2. ((I) Karl (Carlo), * wohl 1358, † klein
        3. (I) Philipp (Filippo), * 1360, † klein
        4. (I) Kind, * und † wohl 1362
        5. (I) Kind, * und † wohl 1366
        6. (II) Philipp (Filippo), * wohl 1371, † klein

      12. (unehelich, Mutter unbekannt) Tochter;
⚭ Leonardo I. Tocco, Graf von Kephalonia und Zakynthos, † nach 1373 (Haus Tocco)
      13. (unehelich, Mutter unbekannt) Tochter;
⚭ Iwan Stefan Schischman (in Italien Ludovicus genannt), 1330/31 Zar der Bulgaren, † wohl 1373 in Neapel[1] (Schischmaniden)

    6. Blanca, * wohl 1280, † 14. Oktober 1310 in Barcelona, bestattet in Santes Creus;
⚭ 1. November 1295 in Vilabertran Jakob (Jaime) II.,  1281 König von Aragón und 1285/96 König von Sizilien, † 5. November 1327 (Haus Barcelona)
    7. Raimund Berengar VI., * wohl 1281, † 1307, Graf von Provence, Fürst von Piemont und Andria
    8. Tristand, * wohl 1284, † 1284/88
    9. Leonora, † 9. August 1341 im Kloster San Nicolao zu Arena, wohl August 1289 dort geistlich, bestattet in Catania;
⚭ Mai 1302 Friedrich (Federico) II. König von Sizilien, Infant von Aragón, † 25. Juni 1336 in Messina (Haus Barcelona)
    10. Maria, * wohl 1290, † nach 1346;
⚭ I September 1304 Sancho I. 1311 König von Mallorca, Infant von Aragón, † 4. September 1324 (Haus Barcelona)
    11. Peter genannt der Ungestüme (Pietro Tempesta), * wohl 1292, X 29. August 1315 in der Schlacht bei Montecatini, Graf von Gravina
    12. Johann I., * wohl 1294 † 5. April 1336 wohl in Neapel, 1315 Graf von Gravina, 1318 Fürst von Achaia (bis 1332) und von Morea, 1332 Herzog von Durazzo, 1335 Graf von Albanien etc., bestattet im Dominikanerkloster in Neapel;
⚭ I März 1318, geschieden 1321, Mathilde von Hennegau, * 29. November 1293, † 1331 in Aversa, Tochter von Florenz von Hennegau, Fürst von Achaia (Haus Avesnes), Witwe von Guy II. de la Roche, Herzog von Athen (Haus La Roche), Ludwig von Burgund, Titularkönig von Thessalonich, Fürst von Achaia und Morea (Älteres Haus Burgund), heiratete in vierter Ehe Hugo de La Palice, Fürst von Achaia und Morea, Kronfeldherr des Königreichs Sizilien;
⚭ II 14. November 1321 Agnès de Périgord, † 1345, Tochter von Hélie VII., Graf von Périgord (Haus Périgord), bestattet in der Kirche Santa Croce in Neapel
      1. Karl (Carlo), * 1323, † hingerichtet 23. Januar 1348 in Aversa, 1336 Herzog von Durazzo, Fürst von Morea, Graf von Gravina und Albanien etc., 1345 Generalleutnant und Regent des Königreichs Neapel, bestattet in San Lorenzo Maggiore (Neapel);
⚭ 30. April 1343 Maria Prinzessin von Sizilien, * posthuma 10. November/6. Dezember 1328 wohl in Neapel, † 20. Mai 1366 in Neapel, Tochter von Karl (Carlo), Erbprinz von Sizilien, Herzog von Kalabrien (siehe oben), sie heiratete in zweiter Ehe Ende 1348 Robert des Baux, Conte d‘Avellino, † 1354 (Haus Les Baux), und in dritter Ehe im April 1355 Philipp II., Prinz von Sizilien, 1364 Fürst von Tarent, Titularkaiser von Konstantinopel, † 25. November 1374 (siehe oben)
        1. Ludwig (Lodovico), * Dezember 1343, † 14. Januar 1344, bestattet in Santa Chiara (Neapel)
        2. Johanna (Giovanna), * wohl 1344, † Ende 1387 in Apulien, 1348/68 Herzogin von Durazzo, bestattet in San Lorenzo Maggiore (Neapel);
⚭ I 1366 in Italien Don Luis Infant von Navarra, Graf von Beaumont-le-Roger, 1364 Gouverneur von Navarra † 1372 in Apulien, bestattet in San Martino in Neapel (Haus Frankreich-Évreux);
⚭ II um 1376 Robert IV. von Artois, 1387 Graf von Eu, † vergiftet 20. Juli 1387 in Apulien, bestattet in San Lorenzo Maggiore (Neapel)
        3. Agnes (Agnese), * wohl 1345, † 1383 vor dem 7. Juli in Neapel;
⚭ I vor 1363 Cansignorio della Scala, Fürst von Verona, Patrizier von Venedig, † 18. Oktober 1375 (Scaliger);
⚭ II 1382 Jacques des Baux, 1374 Fürst von Tarent, Fürst von Achaia, Despot von Romania, Titularkaiser von Konstantinopel, † 7. Juli 1383 (Haus Les Baux)
        4. Clementia, * wohl 1346, † 1363 in Neapel, bestattet im Kloster Santa Chiara (Neapel)
        5. Margarete (Margherita), * Juli 1347, † 6. August 1412 in Acquamela, 1386/99 Regentin des Königreichs Neapel, bestattet in Salerno;
⚭ 1369 Karl (Carlo) III., 1382 König von Neapel, 1362 Conte di Gravina, 1385 als Karl II. König von Ungarn, † ermordet 24. Februar 1386 in Visegrád, bestattet in Belgrad (siehe unten)

      2. Ludwig (Lodovico), * wohl 1324, † vergiftet 22. Juli 1362 wohl in Neapel, 1336 Graf von Gravina, Graf von Morrone, bestattet in Santa Croce in Neapel;
⚭ 1343 Margherita de Sanseverino, Tochter von Roberto, Conte di Corigliano (Haus Sanseverino), und Jacopa de Bosco
        1. Ludwig (Lodovico), * wohl 1344, † klein
        2. Karl (Carlo), * 1345, † ermordet 24. Februar 1386 in Visegrád, 1362 Conte di Gravina, 1381 bzw. 1382 als Karl III. König von Neapel und Jerusalem, 1383 Fürst von Achaia, 1385 König von Ungarn, bestattet in Belgrad;
⚭ 1369 Margarete (Margherita) Prinzessin von Sizilien, * Juli 1347, † 6. August 1412 in Acquamela, Tochter von Karl (Carlo), Prinz von Sizilien, Herzog von Durazzo (siehe oben), Regentin des Königreichs Neapel 1386/99, bestattet in Salerno
          1. Maria, * Ende 1369, † 1371, bestattet in San Lorenzo Maggiore (Neapel)
          2. Johanna (Giovanna) II., * 25. Juni 1373, † 2. Februar 1435 in Neapel, 1414 Königin von Neapel und Jerusalem, bestattet in der Annunziatenkirche in Neapel;
⚭ I 13. Oktober/13. November 1401 Wilhelm von Habsburg, Herzog von Österreich, † 15. Juli 1406 (Stammliste der Habsburger);
⚭ II kurz vor dem 18. September 1415 Jacques II. de Bourbon, † 24. September 1438 in Besançon, 1393 Graf von La Marche, 1415/35 Titularkönig von Neapel etc., 1435 Franziskaner (OFM) in Besançon, dort auch bestattet (Bourbonen)
Johanna adoptiert 1420 den späteren König Alfons V. von Aragón (Haus Trastámara), enterbt ihn 1423, adoptiert im gleichen Jahr Ludwig III., 1417 Herzog von Anjou, † 1434 (Jüngeres Haus Anjou), im Jahr dessen Todes seinen Bruder René I., 1434 Herzog von Anjou; René tritt 1442 seine Erbansprüche auf Neapel an Aragón ab.
          3. Ladislaus von Neapel, * Februar 1377 in Neapel, † vergiftet 6. August 1414 in Neapel, 1386 König von Neapel und Titularkönig von Jerusalem, bestattet in der Augustinerkirche in Neapel;[2]
⚭ I 1390 vor dem 11. Mai, geschieden im Mai 1392, Costanza von Chiaramonte, Tochter des Grafen Manfredi von Modica, sie heiratet in zweiter Ehe Andrea di Capua, Conte d’Altavilla 1395;[2]
⚭ II 12. Februar 1403 Maria de Lusignan, Prinzessin von Zypern, * 1382, † 4. September 1404 wohl in Neapel, Tochter des Königs Jakob I. von Zypern (Haus Lusignan), und Agnes Herzogin von Bayern-Landshut (Stammliste der Wittelsbacher), bestattet in San Domenico in Neapel;[2]
⚭ III 1406 (oder 1407) Maria d’Enghien, Contessa di Lecce, † 9. Mai 1446, Tochter von Jean d’Enghien, Conte di Castro (Haus Enghien) Witwe von Raimondo Orsini del Balzo, Fürst von Tarent, Herzog von Benevent, Graf von Spoleto (Orsini)[2]
            1. (unehelich, Mutter: NN de Gayette) Maria di Durazzo, † klein
            2. (unehelich, Mutter: NN de Gayette) Rinaldo di Durazzo, Titularfürst von Capua, bestattet in Foggia
              1. Caterina
              2. Camilla
              3. Ipolita
              4. Francesco di Durazzo
                1. Rinaldo di Durazzo, † 1. September 1494, bestattet in Foggia,
⚭ Camilla Tomacelli

        3. Agnes (Agnese), * wohl 1347, † klein

      3. Robert, * 1326, X 19. September 1356 in der Schlacht bei Maupertuis, Fürst von Morea
      4. Stefano, * wohl 1328, † in Portugal

    13. Beatrix, * wohl 1295, † 1320/21, bestattet in Andria;
⚭ I April 1305 Azzo VIII., 1293 Markgraf von Este, † 31. Januar 1308 (Haus Este);
⚭ II 1309 Bertrand III. de Baux, Conte d‘Andria, de Montescaglioso e di Squillace (Haus Les Baux)

  5. Philipp, * 1256; † 1. Januar 1277, 1267 Fürst von Achaia, 1274 Titularkönig von Thessaloniki;
⚭ 28. Mai 1271 Isabelle de Villehardouin, 1289/1301 Fürstin von Achaia und Morea, * wohl 1263, † 23. Januar 1312, Tochter von Guillaume II. de Villehardouin (Villehardouin) und Anna Angela Komnena Prinzessin von Byzanz (Komnenen), sie heiratete in zweiter Ehe 1289 Florenz von Hennegau, 1289 Fürst von Achaia (Haus Avesnes), und in dritter Ehe am 12. Februar 1301 Philipp von Savoyen, 1282 Graf von Piemont, 1301/06 und 1324/34 Fürst von Achaia, † 25. September 1334 (Haus Savoyen)
  6. Robert, * wohl 1258, † 1265 vor 9. Mai, bestattet in Roccapiemonte
  7. Isabella, als Königin von Ungarn Maria, * wohl 1261, † 20. Dezember 1290/23. Juni 1304;
⚭ 1272 vor dem 5. September Ladislaus IV., König von Ungarn, † ermordet 10. Juni 1290 auf Schloss Kereczeg/Körösszeg (heute Cheresig in Rumänien) (Árpáden)